# Космос-6
Космос-6 — советский малый военный научно-исследовательский спутник серии космических аппаратов «Космос». КА типа «ДС-П1» (сер. № 1) разработан Конструкторским бюро «Южное». Был запущен 30 июня 1962 года с космодрома Капустин Яр со стартового комплекса «Маяк-2» ракетой-носителем «Космос 63С1». 8 сентября 1962 года сгорел в атмосфере.

## Первоначальные орбитальные данные спутника
- Перигей — 274 км
- Апогей — 360 км
- Период обращения вокруг Земли — 90.6 минуты
- Угол наклона плоскости орбиты к плоскости экватора Земли — 49°

## Аппаратура, установленная на спутнике
Аппаратура для отработки систем противоракетной и противокосмической обороны.